# Robert Allan Ackerman
Pour les articles homonymes, voir Ackerman.
Robert Allan Ackerman, né 30 juin 1944 à Brooklyn et mort le 10 janvier 2022 à Los Angeles, est un réalisateur américain.

## Filmographie
- 1994 : David à la folie (en) (David's Mother)
- 1994 : Loin des yeux, près du cœur (Safe Passage)
- 1996 : Radiant City
- 1996 : Suddenly
- 1997 : Puzzle criminel (Night Sins)
- 1997 : Outrage (en)
- 1998 : Une sacrée vie (en), 2 épisodes
- 1999 : Double Platinum (en)
- 1999 : The Reef (en)
- 1999 : Au cœur du labyrinthe (Forget Me Never)
- 2000 : Un intrus dans la famille (Baby)
- 2001 : Judy Garland, la vie d'une étoile (Life with Judy Garland: Me and My Shadows)
- 2003 : The Roman Spring of Mrs. Stone (en)
- 2003 : The Reagans (en)
- 2006 : Filthy Gorgeous
- 2008 : The Ramen Girl